# Dangiuz
Leopoldo D'Angelo (prononcé : [leoˈpɔldo ˈdandʒelo]), né le 11 juillet 1995 à Turin, Italie, plus connu sous le pseudonyme « Dangiuz » ( prononcé : [ˈdandʒuts] ), est un artiste visuel contemporain italien, artiste crypto, directeur artistique et graphiste spécialisé dans les thèmes de science-fiction et rétro-futuristes.

## Biographie
Son travail et son style artistique relèvent de la science-fiction et du cyberpunk, et sa figure est souvent liée au design 3D, à l'art conceptuel, à la Sci-Fi et au Cyberpunk au cinéma,. Il s'inspire de Blade Runner (et de sa suite) et de Ghost in the Shell,. 
Son travail a été présenté dans divers réseaux d'art, magazines et expositions, dont Sohu, Juxtapoz Magazine, Digital Production, l'exposition "DART2121" au Museo della Permanente à Milan,.